# Theresa Hak Kyung Cha
Theresa Hak Kyung Cha  (4 de marzo de 1951 - 5 de noviembre de 1982) fue una escritora y artista estadounidense nacida en Corea del Sur, más conocida por su novela del año 1982, Dictee.

## Primeros años y carrera
Cha, una estadounidense de origen coreano, nació en Busan, Corea del Sur durante la Guerra de Corea. Su familia se mudó a los Estados Unidos en 1962, estableciéndose en el Estado de California. Recibió su B.A. y M.A. en Literatura Comparada y un MFA en la Universidad de California en Berkeley. Luego de graduarse en la universidad, se trasladó a París, Francia, donde estudió cine y Teoría crítica antes de regresar al Área de la Bahía de San Francisco como cineasta y artista de performances. La interdisciplinariedad de fondo de Cha es claramente evidente en Dictee, donde experimentó con la yuxtaposición y el hipertexto de medios impresos y visuales.
Cha fue violada y asesinada por un guardia de seguridad y violador en serie, Joey Sanza, en Nueva York, una semana después de la publicación de Dictee.

## Obras publicadas
- Dictee - 1982
- El sueño de la audiencia - 2001
- Exilée and Temps Morts: obras escogidas - 2009

## Trabajos de film/video
Trabajos seleccionados distribuidos por Electronic Arts Intermix, Inc., New York
- Secret Spill (1974) 27 min, b&w, sound
- Mouth to Mouth (1975) 8 min, b&w, sound
- Permutations (1976) 10 min, b&w, sound
- Vidéoème (1976) 3 min, b&w, sound
- Re Dis Appearing (1977) 3 min, b&w, sound

## Performances
- Barren Cave Mute (1974), en la University of California, Berkeley.
- Aveugle Voix (1975), en la 63 Bluxome Street, San Francisco.
- A Ble Wail (1975), en la Worth Ryder Gallery, University of California, Berkeley.
- Life Mixing (1975), en el University Art Museum, Berkeley.
- Vampyr (1976), en el Centre des etudes americains du cinema, Paris.
- Reveille dans la Brume (1977), en el La Mamelle Arts Center and Fort Mason Arts Center, San Francisco.
- Other Things Seen. Other Things Heard (1978), en el Western Front Gallery, Vancouver, and the San Francisco Museum of Modern Art.